# Han Bennink
Han Bennink (født 17. april 1942 i Zaandam, Holland) er en hollandsk avantgarde jazztrommeslager og percussionist.
Bennink hører til en af de betydelige avantgarde trommeslagere i Europa. Han mestrer hele spektret fra traditionel jazz over swing til bebop, hardbop og free jazz.
Bennink er dog mest kendt i freejazz miljøet. Han spiller også klarinet, banjo, violin og klaver. 
Han har indspillet og spillet med Peter Brötzmann og Misha Mengelberg.
Bennink har holdt seminarer og freelanced rundt omkring i Verden.

## Eksterne links/kilder
- Officiel hjemmeside
- Han Bennnink på drummerworld.com
- Han Bennink på European Jazz Network Arkiveret 29. januar 2009 hos  Wayback Machine